# Pécsbánya-Rendező vasútállomás
Pécsbánya-Rendező vasútállomás egy Baranya vármegyei vasútállomás, Pécs városában, a MÁV üzemeltetésében. Míg Pécs állomás a személyforgalmat szolgálja ki, Pécsbánya-Rendező felelős a teherforgalom lebonyolításáért. Innen történik a régió kiszolgálása: csomóponti kiszolgáló vonat indul Mohács, Beremendi Cementmű, Pécs, Szentlőrinc állomásokra.
A fent leírtakon túl kiemelt szerepet játszik a nemzetközi teherforgalomban is, napi rendszerességgel indulnak vonatok Magyarbólyon át Horvátország illetve Bosznia-Hercegovina felé.
Az állomás nyolc vonatfogadó fővágánnyal rendelkezik, amelyek a II, III, IV, V, VI, VII, VIII és IX vágányok.
Az I vágányon található a vasúti járműmérleg.
Rendezői vágányok: Rövid V, Rövid VI (Mázsa), Rövid VII (Fővágány), Rövid VIII (Gránit), Rövid IX (Vajk), X (Rezerv), XI (Fordító), XII (Ócska), XIII (Mellé).
Mellékvágányok: XIX, XX (Hadi csonka), XXI (Fülöp csonka), V csonka, Tároló 1, Tároló 2.
Közforgalmú rakodó terület: II/A (Liliom).
Műhelyi vágányok: Műhely I, Műhely II, Műhely III, Műhely IV.
Sajátcélú vasúti pályahálózatok, amelyek az állomáshoz tartoznak: Pannon Power Hőerőmű, Lugex, Szürkekohász (Pécs-Külváros - Pécsbánya-Rendező között).
Mivel az állomás jelentős szerepet tölt be a teherforgalomban, valamint a kocsijavító műhely is itt található, a Pécs és Pécsbánya-Rendező közötti vonalszakasz 1985 óta villamosított.[forrás?]
Az állomás kulcsrögzítő biztosítóberendezéssel rendelkezik, a váltók helyszíni állításúak, a jelzők fényjelzők. Pécs-Külváros (Pécs) felől található az SR2 jelű állomási fénysorompó.
Az állomás közúti megközelítését az 5617-es mellékút, illetve néhány másik, abból kiágazó városi utca teszi lehetővé.

## Megközelítés tömegközlekedéssel
- Helyi busz:  20, 21, 121

## Vasútvonalak
Az állomást az alábbi vasútvonalak érintik:
- Pécs–Mohács-vasútvonal

## Kapcsolódó állomások
A vasútállomáshoz az alábbi állomások vannak a legközelebb:
- Pécs-Külváros vasútállomás (Pécs–Mohács-vasútvonal)
- Pécsudvard megállóhely (Pécs–Mohács-vasútvonal)

## Forgalom
| Járat        | Útvonal | Gyakoriság |
| ------------ | --- | ---------- |
| személyvonat | Pécs – Pécs-Külváros – Pécsbánya-Rendező – Pécsudvard – Szőkéd – Áta – Kistótfalu – Vokány – Palkonya – Villánykövesd – Villány – Márok – Bóly – Nagynyárád – Középmező – Mohács | Napi 2 pár |
| személyvonat | Pécs – Pécs-Külváros – Pécsbánya-Rendező – Pécsudvard – Szőkéd – Áta – Kistótfalu – Vokány – Palkonya – Villánykövesd – Villány – Magyarbóly (– Beli Manastir (Pélmonostor))     | 2 óránként |